# Треказе
Треказе (итал. Trecase) је насеље у Италији у округу Напуљ, региону Кампанија.
Према процени из 2011. у насељу је живело 8446 становника. Насеље се налази на надморској висини од 94 м.

## Становништво
| 1931. | 1936. | 1951. | 1961. | 1971. | 1981. | 1991. | 2001. | 2011. |
| ----- | ----- | ----- | ----- | ----- | ----- | ----- | ----- | ----- |
| 5.917 | 6.798 | 8.171 | 8.271 | 7.920 | 9.120 | 9.595 | 9.179 | 9.118 |